# اینگه هایبروک
اینگه هایبروک (هلندی: Inge Heybroek; ۱۲ اکتبر ۱۹۱۵ – ۹ فوریهٔ ۱۹۵۶) بازیکن هاکی روی چمن اهل هلند بود.